# 学发公祠
学发公祠，位于中国广东省清远市阳山县七拱镇大和岗村，为清远市阳山县的一个省级文物保护单位，类型为近现代重要史迹及代表性建筑，公布时间为2015年12月。
学发公祠的历史年代为1923年。